# David and Goliath (film 2015)
David and Goliath, è un film del 2015 diretto da Timothy A. Chey.